# Amédée Cateland
Pour les articles homonymes, voir Cateland.
Amédée Cateland, né le 19 septembre 1879 à Tarare et mort le 10 février 1938 à Lyon, est un architecte et un orfèvre français.
Il est le fils d'Eugène-Toussaint Cateland et le frère d'Emmanuel Cateland. 

## Carrière

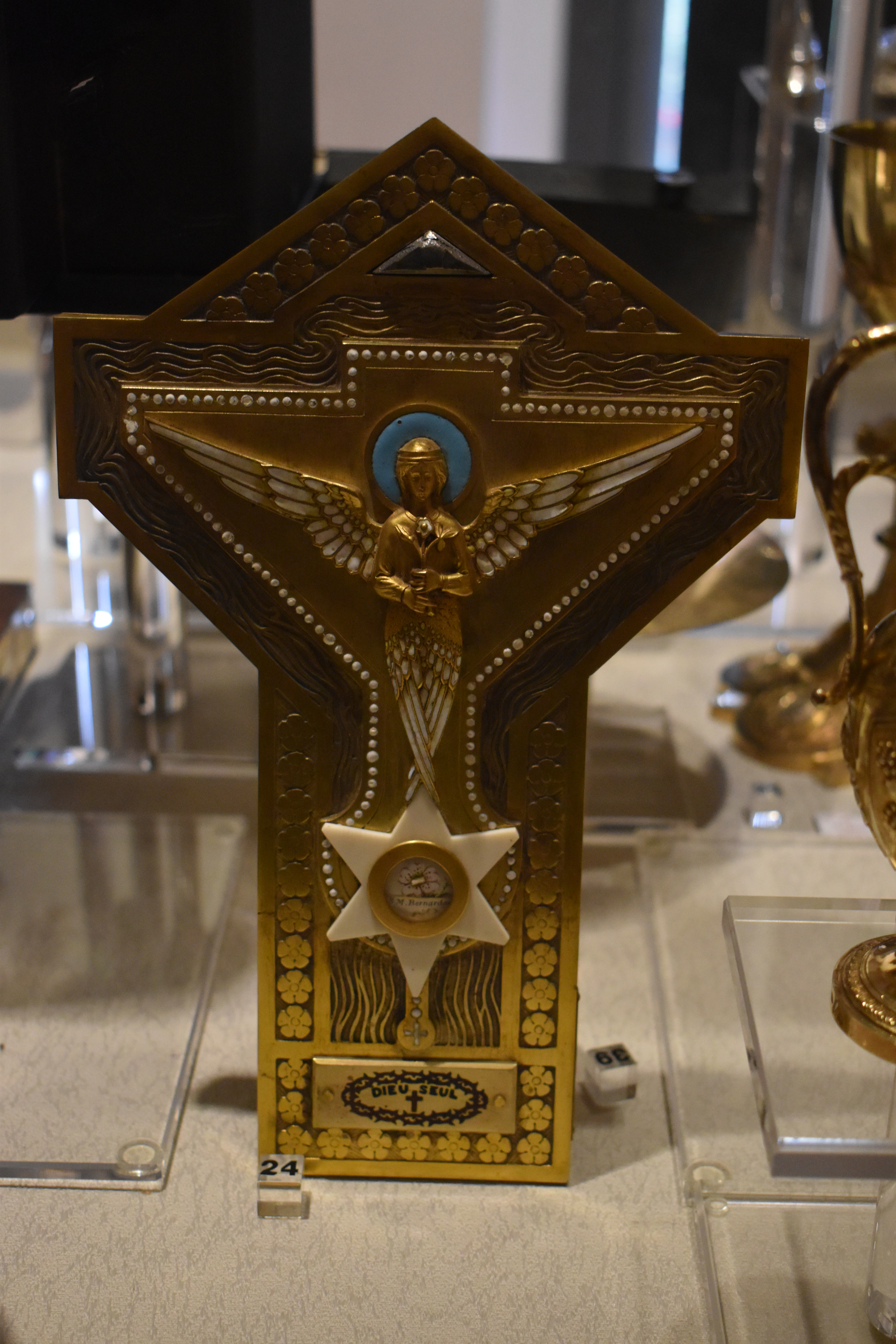
Reliquaire de Sainte Bernadette, 1933 (Musée-trésor de Notre-Dame-de-l'Abbaye, Carcassonne).

Plusieurs de ses créations en orfèvrerie sont inscrits à la base Palissy.

### Travaux d'orfèvrerie
- Chapelle Sainte-Madeleine de Bourg-en-Bresse ;
- Reliquaire du cœur de saint Jean-Marie Vianney à la basilique d'Ars ;
- Reliquaire d'un fragment de côte de Bernadette Soubirous[6].

### Architecture
Il réalise avec son frère Emmanuel Cateland le monument aux chasseurs de la 86ème brigade au col de la Chipotte dans les Vosges.

## Dessins
Les musées Gadagne, à Lyon, conservent des dessins d'Amédée Cateland, concernant Lyon, l'Île Barbe et l'abbaye de Savigny :
- Cour Intérieure, Rue Tramassac, N° 56, 1903
- Quartier de St Georges-Montée du Gourguillon et colline de St-Just, 1906
- Plans et croquis de l'Ile Barbe
- Fragment de chancel, animé par des oiseaux, abbaye de Savigny
- Chapiteau feuillages, abbaye de Savigny, juillet 1921
- Plusieurs dessins de fragment archéologique, Abbaye de Savigny, vers 1921

## Sociétés savantes
Amédée Cateland fait partie de plusieurs sociétés savantes  : la Société historique, archéologique et littéraire de Lyon (de 1903 à sa mort), la Société lyonnaise des beaux-arts, la Commission du Vieux Lyon (à partir de 1926). Il est aussi membre associé de la Société académique d'architecture de Lyon.
Il est en outre l'animateur de la revue Les Œuvres d'art religieux du diocèse de Lyon de 1925 à 1930.

## Hommages
En janvier 2014, son travail a fait l'objet d'une exposition à Saint-Dié-des-Vosges.